# Circeo rosso
Il Circeo rosso è un vino DOC la cui produzione è consentita nella provincia di Latina.

## Caratteristiche organolettiche
- colore: rubino più o meno intenso
- odore: caratteristico, vinoso
- sapore: asciutto o amabile, pieno, armonico, tannico

## Abbinamenti consigliati
Questa tipologia di vino laziale è facilmente abbinabile alla carne; ancora meglio se si tratta di selvaggina, coniglio o piatti tipici della regione.

## Produzione
Provincia, stagione, volume in ettolitri
- nessun dato disponibile